# Portret van Christina van Denemarken
Portret van Christina van Denemarken is een schilderij van Hans Holbein de Jonge uit 1538. Hij portretteerde de Deense prinses in opdracht van koning Hendrik VIII van Engeland met het oog op een mogelijk huwelijk, dat er echter niet kwam. Het paneel is niet gesigneerd of gedateerd, maar eigentijdse bronnen geven behoorlijk wat informatie over de context waarin het tot stand kwam. Het bevindt zich sinds 1909 in de National Gallery van Londen.

## Totstandkoming
Christina was in 1535 door haar huwelijk met Francesco II Sforza hertogin van Milaan geworden, maar toen hij twee jaar later overleed, keerde ze terug naar de Habsburgse Nederlanden, waar ze was opgevoed. De jonge weduwe verbleef in het Brusselse Koudenbergpaleis aan het hof van regentes Maria van Hongarije. De Engelse koning Hendrik VIII was in die tijd weer op zoek naar een echtgenote, want zijn derde vrouw Jane Seymour was in 1537 gestorven. De prinses uit Denemarken was een van de kandidates die hij overwoog. 
Begin maart 1538 had Hendriks Brusselse agent John Hutton een portret van Christina in handen gekregen, dat moet gemaakt zijn geweest door hofschilder Bernard van Orley. Haast tegelijk belastte Hendriks agent Thomas Cromwell de hofschilder Holbein met de opdracht Christina te gaan portretteren. Holbein reisde af naar Brussel en bood zich op 10 maart onverwacht aan in het gezelschap van ambassadeur Philip Hoby. De schilder moest haar uiterlijk opnemen en de diplomaat haar gedrag en houding. De zestienjarige Christina ging in op hun verzoek om te poseren, maar stond slechts drie uur van haar tijd toe. De sessie vond plaats op 12 maart vanaf 13h. Nog dezelfde avond vertrok Holbein weer naar Londen, waar hij op 18 maart aankwam. 
De beeltenis die hij bijhad (allicht één of meerdere getekende hoofden, vermoedelijk in kleur) verbeterde het humeur van de koning aanzienlijk. Volgens Eustace Chapuys luisterde hij de hele dag naar muziek. Holbein moest zijn schetsen uitwerken tot een schilderij op groot formaat, wat hij zonder dralen uitvoerde. Het resultaat was volgens Hutton veruit superieur aan het portret door Van Orley. Maar Christina was bekend met de vrouwonvriendelijke reputatie van Hendrik en stond afwijzend tegenover een huwelijk. Ze zal verheugd zijn geweest dat de onderhandelingen tegen 1539 afsprongen. Met een bon mot ("Als ik twee hoofden had, zou ik er met plezier één afstaan aan de koning van Engeland") zou ze zelfs een humoristische allusie hebben gemaakt op de onthoofding van Anna Boleyn, maar deze uitspraak is haar in de 19e eeuw in de mond gelegd.

## Voorstelling
Het portret toont Christina ten voeten uit en bijna levensgroot. Ze is frontaal afgebeeld tegen een turquoise achtergrond, waarop ze haar schaduw werpt. Haar zwarte kledij toont haar naar Italiaans gebruik in de rouw voor haar overleden echtgenoot. De mantel is van zijde en gevoerd met bont. De jurk eronder is afgezet met witte ruche, wat een enigszins frivole noot van contrast vormt. Haar hoofd is bedekt met een fluwelen kap. Op een ring met robijn na draagt ze geen juwelen. Opvallend zijn de eenvoudige handschoenen, die ze heeft uitgedaan. Haar mooie handen – door Brantôme geprezen in zijn memoires – zijn verfijnd weergegeven.

## Provenance
Het portret was opgenomen in een koninklijke inventaris van 1542, maar tegen 1551 had de koning het geschonken aan Henry Fitzalan, graaf van Arundel. Vermoedelijk werd het geërfd door baron John Lumley. In de 18e eeuw wordt het spoor van het werk vaag. Toch bestaat er nauwelijks twijfel over de identificatie, dankzij een inscriptie die de geportretteerde aanduidde als Christina van Denemarken. Bij een restauratie in 1967-1968 werd dit element verwijderd omdat het als een laat-16e-eeuwse toevoeging werd beoordeeld. In 1909 werd het paneel aan kunsthandel Colnaghi verkocht door Henry Fitzalan-Howard, hertog van Norfolk, en nog datzelfde jaar werd het verworven door de National Gallery (geholpen door een anonieme donor).

## Voetnoten
1. ↑  Christiane Hertel, "Engaging negation in Hans Holbein the Younger's 'Portrait of Christina of Denmark, Duchess of Milan'" in: Women and Portraits in Early Modern Europe. Gender, Agency, Identity, ed. Andrea Pearson, 2008, p. 107
2. ↑  Susan Ratcliffe (red.), Christina of Denmark, Duchess of Milan 1522–90 in: Oxford Essential Quotations, 2016
3. ↑  Christine Daughter to Chri | stie[rne] k of Den[mark] [...] | of Lor[rai]ne. and he [...] | Dutches of Milan